# Geofity korzeniowe
Geofity korzeniowe – jedna z form życiowych roślin – geofitów. Nazwa geofit pochodzi od greckich słów: ge = ziemia, phyton = roślina. Geofity korzeniowe to rośliny, których pączki odnawiające znajdują się na podziemnych korzeniach, w nich też gromadzą  się zapasy pokarmowe, niezbędne do przetrwania niesprzyjającego wegetacji roślin okresu, np. suszy lub zimy. Warstwa gleby i ściółki chroni je przed wysychaniem lub przemarznięciem. 
W klimacie umiarkowanym występuje wiele geofitów korzeniowych wśród roślin dwuletnich i wieloletnich. Na zimę u tych roślin obumiera cały nadziemny pęd roślinny, a przetrwa jedynie korzeń. Na wiosnę roślina odradza się z niego, korzystając ze zgromadzonych zapasów pokarmowych. Przykładami są: łopian większy (Arctium lappa), szczaw kędzierzawy (Rumex crispus), dziewięćsił bezłodygowy (Carlina acaulis). Ich korzenie są silnie rozwinięte i zgrubiałe.